# Giraffa gracilis
Giraffa gracilis es una especie extinta de jirafa que vivió en  Kenia, Etiopía, Tanzania y Sudáfrica desde el Plioceno superior al Pleistoceno superior.